# Hermann Berndes
Hermann Berndes (* 29. Oktober 1889 in Ober-Ingelheim; † 18. März 1945 in Ingelheim) war Hauptmann der Wehrmacht und letzter Volkssturmkommandant von Ingelheim.

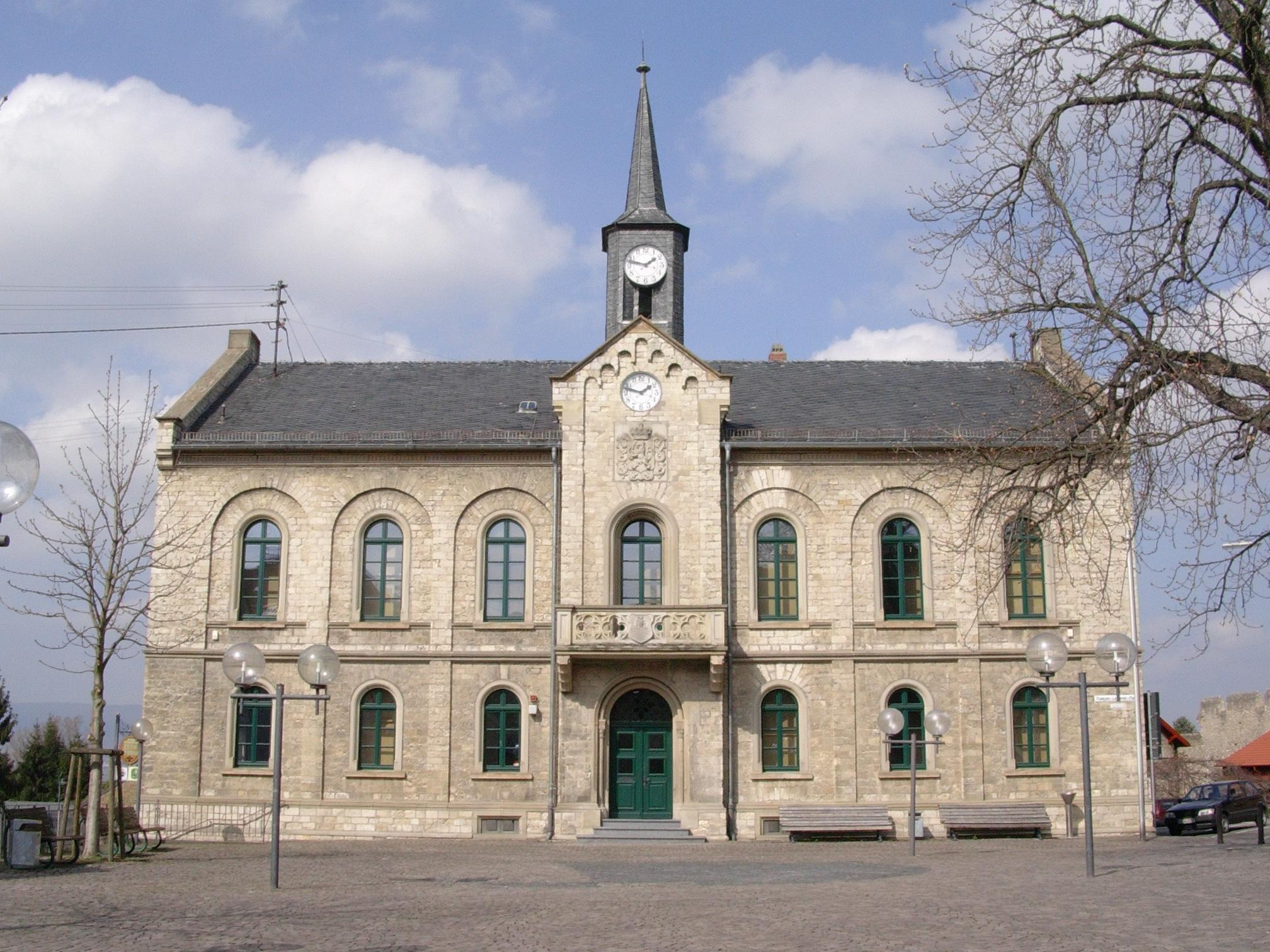
Rathausplatz Nieder-Ingelheim, Hinrichtungsort von Hermann Berndes

## Leben
Berndes wurde als ältestes Kind des aus dem Sauerland stammenden Weinhändlers Aloys Berndes und dessen Frau Agnes geb. Steinhauer geboren.
Nach dem Besuch der Volks- und Handelsschule absolvierte er eine kaufmännische Ausbildung. Den anschließenden Militärdienst beendete Berndes als Leutnant der Reserve. Mit Beginn des Ersten Weltkrieges wurde er 1914 eingezogen. An der Westfront erhielt er einen Kopfschuss, von dem er sich zwar erholte, fortan aber frontuntauglich war. Bis zum Ende des Krieges war Berndes daher als Ausbildungsoffizier eingesetzt. Noch während des Krieges heiratet er 1916 die aus Wiesbaden stammende Berta Bücher. Aus der Ehe gingen drei Kinder hervor.
1920 zog Berndes mit seiner Familie nach Ober-Ingelheim und arbeitete dort im Weingeschäft seines Vaters. Als ehemaliger Offizier wurde er durch die französische Besatzungsmacht zeitweise ausgewiesen. In dieser Zeit baute er in Dresden eine Zweigstelle des Weingeschäftes auf.
Berndes trat zum 1. Mai 1933 der NSDAP bei (Mitgliedsnummer 2.599.968). Für eine Mitgliedschaft in der SA oder dem Stahlhelm gibt es keine gesicherten Beweise. Belegt ist jedoch seine Mitgliedschaft im Stadtrat von Ober-Ingelheim von 1933 bis mindestens 1938. In dieser Zeit war er Mitglied des Kuratoriums für die Realschule sowie der Belastungskommission in Sachen Otto Wedekind. Wedekind, Ortsvorsitzender der SPD, wurde aus politischen Gründen Veruntreuung vorgeworfen. Nach dem Krieg wurde er rehabilitiert.
In der Sitzung des Gemeinderates von Ober-Ingelheim am 3. September 1935 beschloss auch Berndes diskriminierende Maßnahmen gegen Ingelheimer Juden mit und bestätigte das durch seine Unterschrift.
Bei den Wahlen von 1934 war Berndes Vorsitzender des Wahlvorstandes im Bezirk 3 und bei den Wahlen 1938 Vorsitzender der Wahlkommission für den Bezirk II.
Im Zuge der Reichspogromnacht wurde der Berndes gehörende LKW am 10. November 1938 dazu verwendet, um Angehörige der Ingelheimer SA nach Gensingen zu fahren, wo sie Geschäfte und Wohnungen jüdischer Mitbürger verwüsteten. Ob und inwieweit Berndes hierüber informiert war, ist bis heute umstritten.
Mit Beginn des Zweiten Weltkrieges wurde Berndes erneut eingezogen. Aufgrund seiner alten Kriegsverletzung war er immer noch frontuntauglich und diente in Koblenz. 1944 wurde er als Hauptmann aus dem aktiven Dienst entlassen und kehrte nach Ingelheim zurück. Hier wurde er als ranghöchster Offizier vor Ort zum Kommandanten des Volkssturmes („Bataillonsführer“) ernannt.

In der Nacht vom 16. auf den 17. März fand eine Besprechung des Volkssturmes statt, auf der einhellig die Meinung herrschte, dass eine Verteidigung der Stadt, in der sich keine Wehrmachtseinheiten mehr befinden, sinnlos sei. Berndes verfasste und unterschrieb daraufhin einen Aufruf, der noch in der Nacht gedruckt wurde und sich am darauffolgenden Morgen im gesamten Stadtgebiet fand: 

„Aufruf an die Bevölkerung der Stadt Ingelheim: Schwere Stunden stehen uns bevor, die wir nur dann einigermaßen gut überstehen können, wenn jeder Ruhe und Besonnenheit bewahrt. So muß vor allen Dingen dabei jeder mithelfen, unverantwortliche Elemente und insbesondere Jugendliche daran zu hindern, sich zu Handlungen hinreißen lassen, deren Folge für das Weiterbestehen unseres Heimatortes von unübersehbarer Bedeutung wären. Wer Personen kennt oder erfährt, daß sich solche in den Besitz von Waffen gebracht haben, hat sich unverzüglich zu melden und, sofern möglich, die Waffen selbst abzunehmen.[…]
Ingelheim am Rhein, den 17. März 1945
Der Kampfkommandant: Hermann Berndes“

Noch am gleichen Tag wurde Berndes durch den neuen „Kampfkommandanten“ Kraffert verhaftet und zwischenzeitlich nach Budenheim verbracht, dann aber wieder zurück nach Ingelheim. Nach telefonischer Rücksprache mit dem Gauleiter Sprenger auf der anderen Rheinseite wurde Berndes durch ein Schnellgericht unter Major Kraffert und dem Kreisstabsführer des Volkssturms, Jakob Koch, in der Polizeidienststelle am Rathausplatz von Nieder-Ingelheim gegen Mitternacht des 18. März zum Tod durch Hängen verurteilt. Gegen 03:45 Uhr wurde das Urteil an einer Kastanie auf dem Rathausplatz vollstreckt. Die letzten Worte Berndes „Ich sterbe weil ich meine Heimat liebe“ stehen auf seinem Grabstein auf dem Friedhof von Ober-Ingelheim.
Am Morgen des 18. März wurde den Überresten des Volkssturms und der HJ der Rückzug in Richtung Mainz befohlen. Dabei mussten sie an der immer noch am Baum hängenden Leiche Berndes vorbeiziehen, die auf Anweisung des Polizeichefs Seibel ein Schild mit der Aufschrift trägt „So stirbt jeder, der sein Vaterland verrät!“.
Das NS-Blatt Darmstädter Zeitung berichtete in der Ausgabe vom 19. März unter der Überschrift „Feiglinge verfallen dem Tod“ über seine Hinrichtung mit den Worten: Wer in der Entscheidungsstunde dem Vaterland das Herz verweigert, der muß ausgestoßen werden.
Kreisstabsführer Koch wurde nach dem Kriege wegen Verbrechens gegen die Menschlichkeit und Mordes zu einer lebenslänglichen Zuchthausstrafe verurteilt. Major a. D. Kraffert († 1951) erhielt eine Strafe von acht Jahren wegen Beihilfe zum Mord. Der Gaustabsführer für Volkssturmfragen Kurt Erhard Schädlich wurde 1959 zu acht Jahren Zuchthaus verurteilt.

## Würdigung
Die Erinnerung an Hermann Berndes ist in Ingelheim nicht unumstritten. Eine Würdigung darf nicht nur seinen mit dem Leben bezahlten Einsatz für seine Heimatstadt umfassen, sondern muss auch darauf verweisen, dass er zwölf Jahre Mitglied der NSDAP war, und zwar nicht nur als Mitläufer, sondern in Vertrauenspositionen mit aktivem Einsatz. Davon, dass er sich vom Nationalsozialismus distanziert hätte, ist nichts bekannt. Er war sicherlich kein Mann des Widerstandes oder Märtyrer, der sich freiwillig geopfert hat.
Die Hermann-Berndes-Straße in Ingelheim war bis Juli 2012 nach ihm benannt. Am 11. Juni 2012 wurde im Ingelheimer Stadtrat der Beschluss gefasst, die Straße in Hunsrückstraße umzubenennen.
In Heidesheim am Rhein, einem Stadtteil von Ingelheim, gibt es bis heute die Berndes-Allee.